# Adelina Gomes
Adelina Gomes (Campos dos Goytacazes, Rio de Janeiro, 1916 — Rio de Janeiro, Rio de Janeiro, 1984) foi uma pintora, escultora, florista e artesã brasileira, tendo concebido, como pintora, 17.500 obras, até sua morte, em 1984, além disso, também se dedicava à confecção de flores de papel e, a trabalhos de crochê. [carece de fontes?]
Começou a pintar, na Seção de Terapêutica Ocupacional, do Ateliê de Pintura e Modelagem, em 1946, quando a psiquiatra Nise da Silveira assumiu a supervisão de tal seção no centro psiquiátrico, do Hospital Pedro II. Neste período, Adelina tratava um quadro de esquizofrenia.

## Biografia
Nascida em 1916, em Campos dos Goytacazes, cidade localizada na região norte fluminense do estado do Rio de Janeiro, Adelina Gomes nasceu em 1916. Em 1937, quando tinha 21 anos de idade, devido apresentar momentos de agressividade e outros sintomas psiquiátricos, a família de Adelina resolveu interna-lá no Centro Psiquiátrico D. Pedro II, no bairro carioca de Engenho de Dentro.  [carece de fontes?]
Suas obras encontram-se no Museu de Imagens do Inconsciente.

## Filme
Em 2015, Adelina foi uma das personagens do longa-metragem brasileiro Nise - O Coração da Loucura, baseado no período em que a psiquiatra Nise da Silveira chefiava a seção terapêutica do centro psiquiátrico do Hospital Pedro II. No filme, Adelina encontrava-se internada no hospital psiquiátrico para tratar de Esquizofrenia, então ela é levada por Nise, para a seção terapêutica ocupacional, é nesse momento que ela têm o primeiro contato com a arte.